# Johannes Eschmann (Politiker)
Johannes Eschmann (* 6. Juni 1834 in Richterswil; † 6. Mai 1896 ebenda) war ein Schweizer Landwirt und liberaler Politiker.

## Leben

### Familie
Johannes Eschmann war der einzige Sohn des gleichnamigen Landwirts, der bereits 1841 verstarb.
Er war in erster Ehe mit Luise (geb. Hauser) aus Wädenswil verheiratet, bis die Ehe 1880 geschieden wurde. In zweiter Ehe heiratete er Elise (geb.) Frey aus Andelfingen; ihr gemeinsamer Sohn Ernst Eschmann wurde später Schriftsteller.
Johannes Eschmann verstarb an einem Schlaganfall.

### Werdegang
Johannes Eschmann besuchte die Sekundarschule und kam dann an die Landwirtschaftsschule in Kreuzlingen; er übernahm 1852 den väterlichen Hof Neuhaus.
1857 wurde er in den Vorstand der Sparkasse in Richterswil gewählt.
Von 1878 bis 1879 war er Bankrat der 1870 gegründeten Zürcher Kantonalbank.

### Politisches und gesellschaftliches Wirken
Johannes Eschmann engagierte sich in der Kommunalpolitik und war Kirchen-, Schul- und Sekundarschulpfleger sowie Gemeindepräsident in Richterswil.
Von 1868 bis 1869 war er Verfassungsrat und von 1869 bis 1879 Mitglied des Zürcher Kantonsrats. Er folgte Wilhelm Hertenstein und war von 1879 bis zu seinem Tod als Regierungsrat (1885 Vizepräsident, 1886/1887 und 1891/1892 Präsident), Direktor für Militär sowie später für Inneres; in dieser Zeit war er, als Nachfolger von Hans Heinrich Zangger, seit dem 1. Dezember 1890 Nationalrat.
Als Mitglied der eidgenössischen Schätzungskommission wirkte er an den für die Bahnstrecke Thalwil–Zug nötigen Expropriationen mit.
Er war Mitbegründer des Viehzuchtvereins, der Wasserversorgung und des Sängervereins Richterswil sowie der Forschungsanstalt für Obst-, Wein- und Gartenbau in Wädenswil.

## Mitgliedschaften
Von 1887 bis 1892 präsidierte Johannes Eschmann den 1887 gegründeten Schweizerischen Milchwirtschaftlichen Verein; ihm folgte Ernst Wyssmann (1865–1938) als Präsident.